# GR 2013
Der GR 2013 ist ein 365 km langer Fernwanderweg, der durch die zeitgenössische Landschaft der Provence in der Metropolregion der südfranzösischen Hafenstadt Marseille führt. Er ist als GR-Fernwanderweg (sentier de Grande Randonnée de Pays, GRdP) klassifiziert, aber die an seiner Erarbeitung beteiligten Künstler modifizierten einige der bewährten Prinzipien.

## Wegverlauf
In Form einer liegenden 8 verläuft der GR 2013 vom TGV-Bahnhof Aix um zwei unbebaute Flächen in der Peripherie der Hafenmetropole Marseille. Im Westen umrundet er das Binnenmeer Étang de Berre, im Osten die Massive Étoile und Garlaban. Die von seinem Initiator als Metropolenwanderweg bezeichnete Route führt durch Städte und ihre Randgebiete. Der GR 2013 durchkreuzt 38 Kommunen, drei Einkaufszentren, Industriegebiete, römische Kastelle, Eisenbahnstrecken, Felder, Autobahnen, Wohnsiedlungen, Industriebrachen, aber auch Natura 2000-Gebiete und zwei Gebirgsketten. Für die gesamte Strecke benötigt man 15–20 Tage.

## Definition Metropolenwanderweg
Der Term "Metropolenwanderweg" (frz.: sentier métropolitain) wurde durch den Erfinder des GR 2013 Baptiste Lanaspeze geprägt. Ein solcher Weg führt durch die Stadt, Vorstädte und ihre Peripherien. Die Festlegung des Weges soll der Bevölkerung ermöglichen, alle Teile der Stadt – inklusive der sonst gemiedenen Randgebiete – zu Fuß zu erwandern.  Ziel eines Metropolenwanderweges ist es, den Stadtraum anders zu erfahren, Beziehungen zwischen Orten herzustellen, von denen man dachte, sie seien weit voneinander entfernt und die Bereiche Ökologie und Stadtplanung, zeitgenössische Kunst und Literatur, Tourismus, öffentlicher Nahverkehr, Kommunalpolitik und Biodiversität miteinander zu verknüpfen.

## Grundideen
Die Grundidee für den GR 2013 war die Erneuerung der Beziehung zwischen Stadt und Natur. Sein Initiator, der Verleger Baptiste Lanaspeze, konzipierte den Weg zusammen mit elf sogenannten „Spaziergangskünstlern“ aus dem Cercle des Marcheurs und den Excursionnistes marseillais, dem lokalen Wanderverein. Seine Erfinder betrachten den Weg als ein Kunstwerk an sich und vergleichen ihn mit einem „Freilichtmuseum“ in Form eines Wanderweges, das die zeitgenössische Landschaft der Region Bouches-du-Rhône zu Fuß erfahrbar werden lässt.

## Partner des Gemeinschaftsprojektes
Der GR 2013 ist ein Projekt von der Kulturhauptstadtsregion 2013, Marseille-Provence. Es wurde zusammen mit dem Cercle des Marcheurs ("Club der Spaziergänger"), dem regionalen Wanderausschuss (des Conseil Général des Bouches-du-Rhône) und dem französischen Wanderverband (FFRandonnée) verwirklicht und von dem Verlag Éditions Wildproject koordiniert.

## Belebung

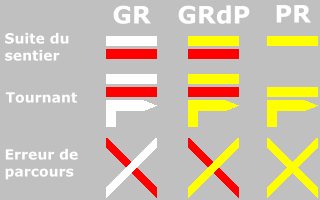
Markierungsschema der Fernwanderwege in Frankreich.

Wie jeder sentier de Grande Randonnée de Pays ist der GR 2013 durch gelb-rote Markierungen gekennzeichnet und ist somit von jedem Ort auf der Strecke aus zugänglich. Im Rahmen des Kulturhauptstadtjahres Marseille-Provence 2013 finden zusätzlich an sechs Festwochenenden Erkundungstouren mit den "Spaziergangskünstlern", Wanderungen, Picknicks, Audiospaziergänge und Kunstperformances in sechs auf dem GR 2013 liegenden Städten statt. Vom 12. März bis 12. Mai 2013 zeigt eine Ausstellung in der Marseiller Handwerkskammer im Palais de la Bourse verschiedene Werke der "Spaziergangskünstler", die die Ausarbeitung des Streckenverlaufs und ihre Blickwinkel auf den GR 2013 reflektieren.

Ein ungewöhnliches Wanderbuch vereint praktisches Kartenmaterial, Informationen zu Architektur, Industriegeschichte, Gewässern und Pflanzen mit Arbeiten der Künstler (Fotos, Karten, Zeichnungen, Texte).

### Projekte, die im Umfeld des GR 2013 entstanden sind
- Trailpoints, ein Internet-Beobachtungsposten in der Region des GR 2013 von Bryan Connell.
- Observatoire Photographique, ein Foto-Observatorium von Geoffroy Mathieu und Bertrand Stofleth. 100 ausgewählte Aussichtspunkte auf dem GR 2013 werden im Laufe von zehn Jahren einmal jährlich fotografiert.
- Caravan (CAUE13, Radio Grenouille und ÈditionsWildproject), ein Erkundungsprojekt des Rates für Architektur, Stadtplanung und Umwelt des Departements mit Experten aus den auf der Strecke liegenden Kommunen (Bürgermeister, Abgeordnete, Architekten, Touristenführer, ehemalige Raffineriemitarbeiter, Ranger etc.).
- Promenades sonores, Audiospaziergänge im Umland von Marseille von Radio Grenouille (lokaler Radiosender).